# Capitães da Mina
Lista dos Capitães do Castelo de São Jorge da Mina: 
- Diogo de Azambuja (1482-1484)
- João de Escobar
- Lopo Soares de Albergaria (1495-1499)
- ... (1499-1504)
- Diogo Lopes de Sequeira (1504-1505)
- João Vaz de Almada
- Duarte Pacheco Pereira (1519-1522)
- João de Barros (nomeado em 1521, assume o cargo em 1522-1524)
- D. Estêvão da Gama (1529-1535)
- Manuel de Albuquerque
- Lopo de Sousa Coutinho
- D. Manuel da Silveira
- João Rodrigues Coutinho